# Ferrandina
Ferrandina est une commune italienne d'environ 8 300 habitants, située dans la province de Matera, dans la région Basilicate, en Italie méridionale.

## Administration
| Période                                  | Période | Identité                  | Étiquette | Qualité                             |
| ---------------------------------------- | ------- | ------------------------- | --------- | ----------------------------------- |
| 1860                                     | 1861    | Donato M. Scorpione       |           | Maire                               |
| 1861                                     | 1865    | Fedele Bitonti            |           | Maire                               |
| 1865                                     | 1868    | Lorenzo Lisanti           |           | Maire                               |
| 1868                                     | 1871    | Domenico Mastromattei     |           | Maire                               |
| 1871                                     | 1877    | Battista Trifogli         |           | Maire                               |
| 1877                                     | 1878    | Domenico Mastromattei     |           | Maire                               |
| 1878                                     | 1879    | Battista Trifogli         |           | Maire                               |
| 1879                                     | 1880    | Tommaso Morano            |           | Maire                               |
| 1880                                     | 1881    | Vincenzo Laudati          |           | Maire                               |
| 1881                                     | 1882    | Girolamo Candela          |           | Maire                               |
| 1882                                     | 1885    | Battista Trifogli         |           | Maire                               |
| 1885                                     |         | Michele Susanna           |           | Maire                               |
| 1885                                     | 1888    | Girolamo Candela          |           | Maire                               |
| 1888                                     |         | Vincenzo Tilena           |           | Maire                               |
| 1888                                     | 1889    | Donato Laviga             |           | Maire                               |
| 1889                                     | 1891    | Domenico Spirito          |           | Maire                               |
| 1891                                     | 1892    | Giuseppe D'Arecca         |           | Maire                               |
| 1892                                     | 1893    | Tommaso Morano            |           | Maire                               |
| 1893                                     | 1894    | Vincenzo Giuliani         |           | Maire                               |
| 1894                                     | 1895    | Domenico Spirito          |           | Maire                               |
| 1895                                     | 1896    | Rocco Pirretti            |           | Maire                               |
| 1896                                     |         | Domenico Spirito          |           | Maire                               |
| 1896                                     | 1899    | Egidio Marone             |           | Maire                               |
| 1899                                     | 1902    | Giuseppe Cantorio         |           | Maire                               |
| 1902                                     | 1903    | Filippo De Lizza          |           | Maire                               |
| 1903                                     | 1906    | Domenico Spirito          |           | Maire                               |
| 1906                                     | 1912    | Francesco Di Grottole     |           | Maire                               |
| 1912                                     | 1914    | Felice Piccinni           |           | Maire                               |
| 1914                                     | 1915    | Nicola Candela            |           | Maire                               |
| 1915                                     | 1920    | Barone Cristofaro Arcieri |           | Maire                               |
| 1920                                     | 1921    | Nicola Montefinese        |           | Maire                               |
| 1921                                     |         | Michele Lacarpia          |           | Maire                               |
| 1921                                     |         | Pasquale Melillo          |           | Commissaire préfectoral             |
| 1921                                     |         | Giuseppe Curatolo-Oliva   |           | Commissaire préfectoral             |
| 1921                                     | 1925    | Michele Spirito           |           | Maire                               |
| 1925                                     | 1926    | Vincenzo Caputi           |           | Maire                               |
| 1926                                     | 1927    | Francesco Ventola         |           | Commissaire préfectoral             |
| 1927                                     |         | Enrico Sindaco            |           | Commissaire préfectoral             |
| 1927                                     | 1933    | Lorenzo Rago              |           | Commissaire préfectoral et Podestat |
| 1933                                     |         | Giuseppe Tornago          |           | Commissaire préfectoral             |
| 1933                                     | 1935    | Raffaele Masciulli        |           | Commissaire préfectoral et Podestat |
| 1935                                     | 1936    | Vincenzo Tortorelli       |           | Commissaire préfectoral             |
| 1936                                     | 1938    | Pietro Gambacorta         |           | Podestat                            |
| 1938                                     |         | Gennaro Volpe             |           | Commissaire préfectoral             |
| 1938                                     | 1939    | Vincenzo Pizzolorusso     |           | Commissaire préfectoral             |
| 1939                                     | 1940    | Domenico Mormando         |           | Commissaire préfectoral             |
| 1940                                     | 1944    | Cristofaro Arcieri        |           | Podestat                            |
| 1944                                     |         | Vincenzo Caputi           |           | Maire                               |
| 1944                                     | 1945    | Pasquale Giannandrea      |           | Commissaire préfectoral             |
| 1945                                     |         | Nicola De Filippis        |           | Commissaire préfectoral et Maire    |
| 1945                                     |         | Antonio Salfi             |           | Commissaire préfectoral             |
| 1945                                     | 1946    | Michele Curatelli         |           | Commissaire préfectoral             |
| 1946                                     |         | Francesco Brancati        |           | Maire                               |
| 1946                                     |         | Maurizio D'Ercole         |           | Commissaire préfectoral             |
| Les données manquantes sont à compléter. |         |                           |           |                                     |

| Période                                  | Période  | Identité                 | Étiquette | Qualité                 |
| ---------------------------------------- | -------- | ------------------------ | --------- | ----------------------- |
| 1946                                     | 1947     | Nicola Canosa            |           | Maire                   |
| 1947                                     | 1950     | Vincenzo Tota            |           | Maire                   |
| 1950                                     |          | Francesco Vitale         |           | Commissaire préfectoral |
| 1950                                     | 1952     | Luigi Zottarelli         |           | Maire                   |
| 1952                                     | 1953     | Salvatore Colatutto      |           | Maire                   |
| 1953                                     | 1960     | Domenico Daniele Gallo   |           | Maire                   |
| 1960                                     |          | Vincenzo Conte           |           | Commissaire préfectoral |
| 1960                                     | 1970     | Emilio Serafino          |           | Maire                   |
| 1970                                     | 1975     | Marco Grieco             |           | Maire                   |
| 1975                                     | 1980     | Francesco Lisanti        |           | Maire                   |
| 1980                                     | 1984     | Saverio D'Amelio         |           | Maire                   |
| 1984                                     |          | Francesco Laganà         |           | Commissaire préfectoral |
| 1984                                     | 1993     | Saverio D'Amelio         |           | Maire                   |
| 1993                                     | 1994     | Matteo Imperatore        |           | Maire                   |
| 1994                                     | 1998     | Leonardo Recchia         |           | Maire                   |
| 1998                                     | 2007     | Saverio D'Amelio         |           | Maire                   |
| 2007                                     | 2010     | Raffaele Ricchiuti       |           | Maire                   |
| 2010                                     | 2011     | Alberico Gentile         |           | Commissaire préfectoral |
| 2011                                     | 2016     | Saverio D'Amelio         |           | Maire                   |
| 2016                                     | 2021     | Gennaro Martoccia        |           | Maire                   |
| 2021                                     | en cours | Carmine Prospero Lisanti |           | Maire                   |
| Les données manquantes sont à compléter. |          |                          |           |                         |

### Hameaux
Macchia di Ferrandina

### Communes limitrophes
Craco, Grottole, Miglionico, Pisticci, Pomarico, Salandra, San Mauro Forte